# Jardín botánico de Ibaraki
El Jardín botánico de Ibaraki (en japonés: 茨城県植物園 Ibaraki-ken Shokubutsuen), es un centro de naturaleza, arboreto, jardín botánico e invernadero, que se ubica en Naka, Japón.

## Localización
Ibaraki-ken Shokubutsuen 4589 To, Naka-shi, Ibaraki-Ken 1819-5 Honshu-jima Japón
Planos y vistas satelitales.36°27′0″N 140°29′0″E / 36.45000, 140.48333
Hay que pagar una tarifa de entrada. Los lunes se encuentra cerrado. Cierra desde el 28 de diciembre al 4 de enero. 

## Historia
"Residentes forestales" es un recorrido por el bosque existente en la zona que fue construido para conmemorar los 100 años de la Era Meiji en 1968. Se puede explorar el bosque natural de pino rojo, se puede disfrutar del canto de los pájaros y observar las floraciones durante las cuatro estaciones. 
En este bosque son abundantes diversos tipos de pájaros y unas 360 especies de plantas silvestres, con Quercus, gencianas, orquídeas silvestres en primavera, como el lirio dorado de bandas que es nativo de la zona. Entre las aves con una 70 especies tal como el papamoscas, martín pescador, buitre de cara gris y búhos.
El jardín botánico fue establecido por la prefectura de Ibaraki en 1981, como una zona de recreo para aprender a conocer y respetar las plantas.

## Colecciones
El jardín botánico alberga unas 600 especies de plantas, distribuidas en:
- Rosaleda,
- Colección de plantas acuáticas,
- Rocalla;
- Colecciones de camelias,
- Colección de coníferas,
- Colección de árboles frutales,
- Invernadero tropical, incluyendo 240 especies de plantas tropicales.
- Arboretum, con cerca de 360 tipos de árboles.
- "Sala de los Hongos", pabellón donde se exponen las plantas comestibles silvestres y hongos, se exponen diversas formas y tipos de lacas, productos del bambú. Fue inaugurado en 1998 como una instalación de participación con la gente, se puede aprender mientras se disfruta de la función de los bosques. Hay salas de exposición donde también se muestra la realidad de los productos forestales para fines especiales .
- "Centro de Cultura en el bosque", fue inaugurado en 1990 donde se promocionan las maravillas del bosque, para promover la difusión y la promoción de los edificios de madera. La forma del edificio está diseñado a imagen de "pájaros que descansan sus alas en el bosque", Está hecho mediante el uso de maderas procedentes de toda la prefectura de Ibaraki.
- "Centro de la vida silvestre", se hizo con el fin de profundizar en el conocimiento de los animales y las aves silvestres, con el fin de incrementar el amor por la naturaleza. Cuenta con cerca de 70 especies de aves, también se están criando aves, tal como el pavo real de la India.

## Actividades
Del 13 al 15 de diciembre se celebra la Feria del cyclamen
El 25 de diciembre exposición de flor de pascua, una planta muy popular de Navidad. 
El 13 Exposición de la Flor Heisei con arreglos florales conservando las obras, incluidas las obras de los estudiantes de personal en el aula del jardín. 